# یاتاقان هوایی

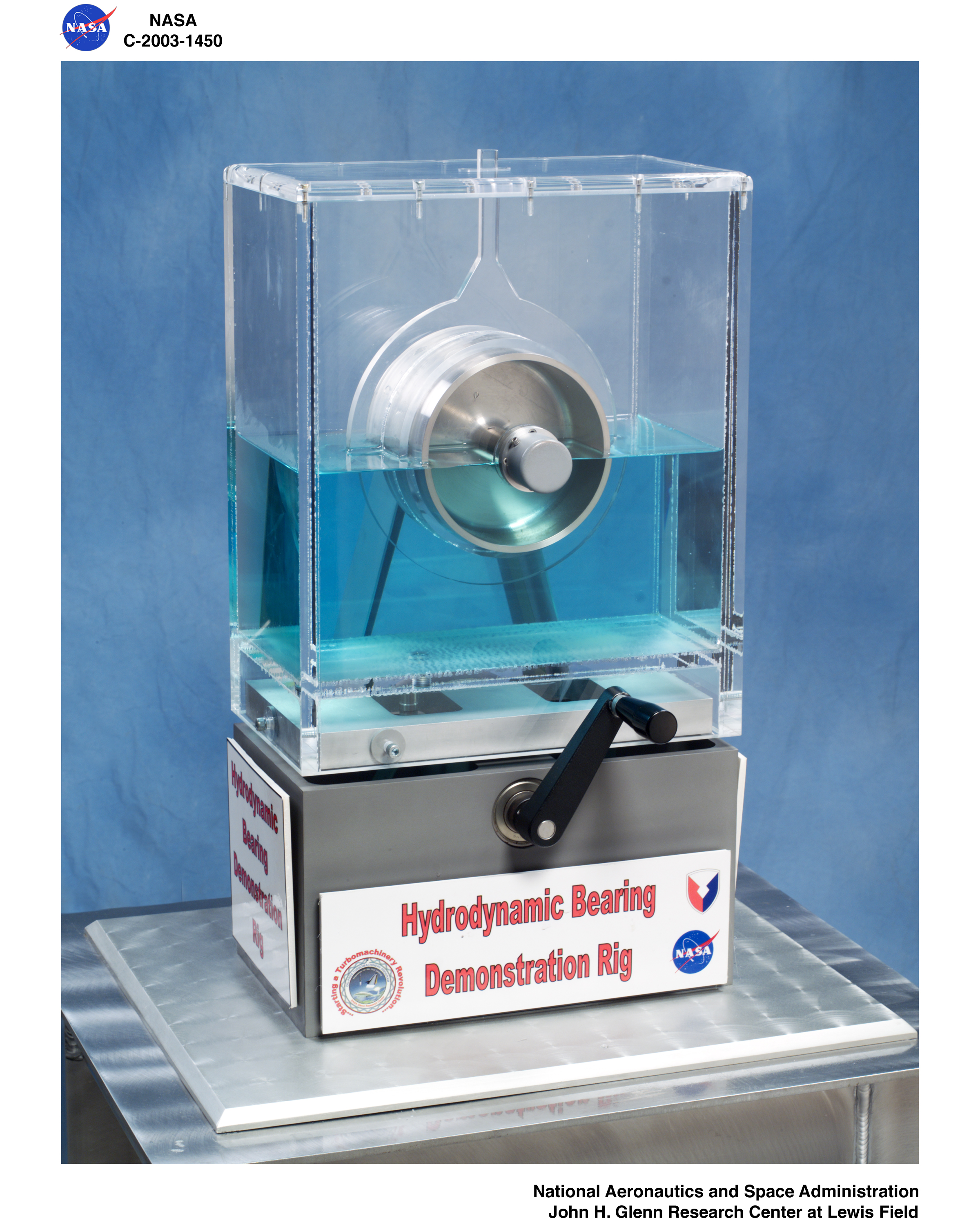
تجهیزاتی که ساختار و نحوهٔ عملکرد بلبرینگ‌های هیدرودینامیکی را نشان می‌دهد.

یاتاقان‌های هوایی از جمله محصولات جدید صنعتی برای افزایش دقت و کاهش اصطکاک در سیستم‌هایی هستند که حرکت نسبی بین اجزای آنها وجود دارد و در بسیاری موارد بار عمودی قابل ملاحظه‌ای بین دو سطح وجود دارد. یک نمونه از آنها یاتاقان هوایی نیم‌کره‌ای است که برای ایجاد شرایط تعلیق و شبیه‌سازی شرایط جاذبه صفر در روی زمین استفاده می‌شود.
در گذشته یاتاقان‌های لغزشی امکان حرکت دو سطح نسبت به یکدیگر را فراهم می‌کردند. با پیشرفت و توسعه صنعت و تکنولوژی برای استفاده از این یاتاقان‌ها در مواردی از قبیل چرخ‌های اتوموبیل و موتورهای الکتریکی محدودیت‌هایی به وجود آمد. بنابراین استفاده از یاتاقان‌های غلتشی مورد توجه قرار گرفت.
امروزه نیز استفاده از یاتاقان‌های غلتشی در مواردی از قبیل ساخت نیمه‌هادی‌ها، ماشین‌کاری با سرعت بالا و ردیابی با دقت بسیار زیاد با محدودیت‌هایی مواجه است. به همین دلیل استفاده از یاتاقان‌های هوایی برای برخی کاربردها مورد توجه قرار گرفته است. در یاتاقان هوایی یک لایه هوای فشرده که بین دو بخش یاتاقان جریان دارد، بار اعمال شده به یاتاقان را تحمل می‌کند. 
یکی از محدودیت‌های یاتاقان‌های لغزشی و غلتشی اصطکاک است. تغییرات اصطکاک بین دو سطح این یاتاقان‌ها همواره یکی از مشکلات اصلی در موقعیت‌دهی دقیق، خصوصا در شروع یا پایان یک حرکت دقیق بوده است. اصطکاک راندمان را کاهش می‌دهد. همچنین اصطکاک باعث تولید گرما می‌شود که کاهش دقت را به دنبال خواهد داشت. شکل زیر ضریب اصطکاک را برای انواع یاتاقان‌ها نشان می‌دهد.
در یاتاقان هوایی به علت عدم تماس جامد با جامد و همچنین ویسکوزیته بسیار کم هوا، همان طور که شکل قبل نیز نشان می‌دهد اصطکاک در شروع و حین حرکت بسیار ناچیز است. 
سایش سطوح نیز از دیگر عوامل نامطلوب برای عملکرد یاتاقان است. در یاتاقان هوایی این عامل نیز وجود ندارد. اما در این نوع یاتاقان‌ها خوردگی ممکن است وجود داشته باشد که در این صورت با گذشت زمان کیفیت عملکرد یاتاقان کاهش می‌یابد. این نکته در انتخاب جنس یاتاقان باید مورد توجه قرار گیرد. همچنین در هنگام استفاده از این یاتاقان هوای ورودی به آن نیز باید تمیز و خشک باشد. 
در یاتاقان هوایی به روغن‌کاری نیازی نیست. آرام و بدون صدا کار می‌کند و می‌تواند در سرعت‌های بسیار زیاد نیز کار کند. به علت عدم تماس سطوح با یکدیگر خطاهای ناشی از ناهمواری سطوح میانگین‌گیری شده و با یکدیگر جمع نمی‌شود، بنابراین اثر نامطلوب آنها در عملکرد یاتاقان کاهش می‌یابد. 
فاصله دو بخش یاتاقان هوایی که هوا در آن جریان دارد از مرتبه   است در حالی که در یاتاقان‌هایی که در آنها از یک لایه روغن برای تحمل بار استفاده می‌شود این فاصله تا   نیز می‌رسد. بنابراین دقت زیادی در ساخت یاتاقان هوایی لازم است و در مقابل دقت حرکت نیز در این یاتاقان‌ها بالاتر است.
از یاتاقان‌های هوایی در مواردی از قبیل ماشین‌های ابزار دقیق، تجهیزات پزشکی، تجهیزات تولید لنزهای نوری، پرینترهای دیجیتال، لیتوگرافی، ماشین‌های تراشکاری الماس، ماشین‌های تست مواد، اندازه‌گیری دقیق، دستگاه‌های CMM، میزهای چرخان، اسپیندل‌ها و تست اصطکاک استفاده می‌شود..